# Tchořovice
Tchořovice falu és önkormányzat (obec) Csehország Dél-csehországi kerületének Strakonicei járásában. Területe 10,24 km², lakosainak száma 236 (2008. 12. 31). A falu Strakonicétől mintegy 20 km-re északra, České Budějovicétől 70 km-re északnyugatra, és Prágától 85 km-re délnyugatra fekszik.
A település első írásos említése 1372-ből származik.

## Nevezetességek
- Erőd.
- Szent Václav kápolna

## Népesség
A település népessége az elmúlt években az alábbi módon változott:
| Lakosok száma | 476  | 509  | 478  | 356  | 255  | 237  | 240  | 242  | 242  | 236  |
|               | 1869 | 1900 | 1921 | 1961 | 1980 | 2011 | 2016 | 2019 | 2021 | 2024 |